# بينس بيرو
بينس بيرو (بالمجرية: Bíró Bence)‏ هو رياضي ولاعب كرة قدم مجري، ولد في 14 يوليو 1998 في بودابست في المجر. لعب مع نادي بودابست هونفيد.

## وصلات خارجية
- بينتسه بيرو على موقع اتحاد المجر (الهنغارية)
- بينتسه بيرو على موقع قاعدة بيانات كرة القدم.إي يو (الإنجليزية)
- بينتسه بيرو على موقع Soccerway.com (الإنجليزية)
- بينتسه بيرو على موقع عالم كرة القدم.نت (الإنجليزية)
- بينتسه بيرو على موقع GSA (الإنجليزية)